# 安達生恒
安達 生恒（あだち いくつね、1918年1月14日 - 2000年10月10日）は、日本の農業経済学者、島根大学名誉教授。

## 来歴
新潟県出身。1941年京都帝国大学農学部卒。愛媛大学助教授、教授、1957年島根大教授。82年定年退官、社会農学研究所を開設、所長。農業の近代化が農村の荒廃を生んだと述べ農村研究を行う。

## 著書
- 『商業資本と中国経済 中国経済近代化に関する一研究』有斐閣 1953
- 『農村過剰人口の測定と分析 愛媛県のばあい』愛媛大学地域社会総合研究所 1955
- 『"むら"と人間の崩壊 農民に明日があるか』三一書房 1973
- 『むらの再生 土地利用の社会化』日本経済評論社 1979
- 『農業・農民シリーズ 安達生恒著作集』日本経済評論社

1. 『伝統農民の思想と行動 1980
2. 『農業再編の論理』1981
3. 『現代農民の生活と行動』1981
4. 『過疎地再生の道』1981
5. 『近代化農政への挑戦』1981

- 『日本農業の選択 農と食をつなぐ文化の再生』有斐閣選書 1983
- 『飽食のなかの食糧危機』ダイヤモンド社 1983
- 『いま、食い改めるとき。 食と農への私の提案』ダイヤモンド社 1986
- 『むらの戦後史 南伊予みかんの里 農と人の物語』有斐閣 1989
- 『今、農業第三世代が面白い』楽游書房 1992
- 『山崎延吉 農本思想を問い直す』リブロポート（シリーズ民間日本学者）1992
- 『岐路に立つ日本農業 二一世紀への選択』有斐閣選書 1993
- 『百姓をやりたい 新規就農ガイド』三一新書 1994
- 『アメリカインデアン体験 自然と共に生きる知恵』人文書院 1996
- 『日本の農産物が異常に高い理由 流通に本格メスを入れよ!』ダイヤモンド社 1996
- 『夢のオーガニック・ファーム 朝霧幸嘉の農業発想』ダイヤモンド社 1997
- 『農のシステム・農の文化 「米沢郷牧場」が新しい農をつくる』ダイヤモンド社 1999

## 共編著
- 『農山村開発論』喜多野清一、山本陽三共編　御茶の水書房 1974
- 『講座農を生きる』1-5 長須祥行、松永伍一共編 三一書房 1975
- 『農林業生産力論 構造変化と担い手の組織的展開』編著 御茶の水書房 1979
- 『最新農村事情 農業の再生と農民の自立をもとめて』編著 柘植書房 1986 ヒヤリング資料
- 『農協大改革「案」 こうすれば日本農業は立ち直る』梶浦福督共著 ダイヤモンド社 1991

## 参考
- 安達 生恒とは - コトバンク
- 安達生恒とは - コトバンク